# Lamprobyrrhulus
Lamprobyrrhulus – rodzaj chrząszczy z rodziny otrupkowatych i podrodziny Byrrhinae. Obejmuje dwa opisane gatunki. Zamieszkuje Eurazję.

## Morfologia

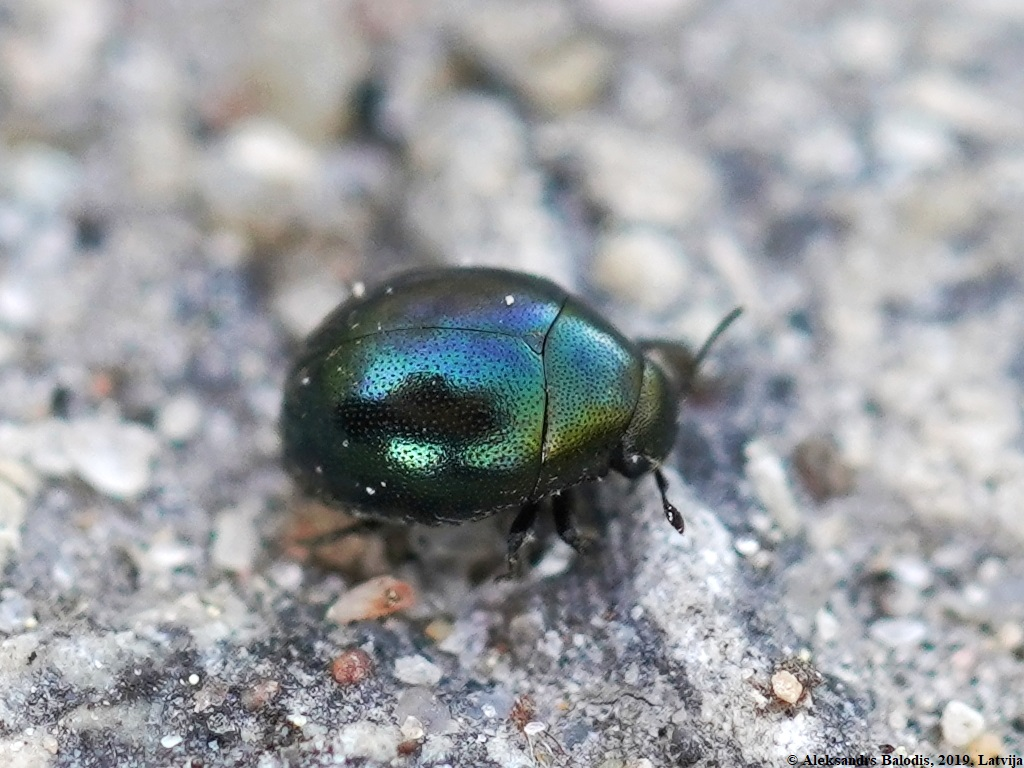
Imago L. nitidus

Chrząszcz o krótko-owalnym, bardzo mocno wysklepionym, porośniętym włoskami i pozbawionym maczugowatych szczecin  ciele długości od 2,5 do 3,51 mm. Ubarwienie wierzchu ciała u odznacza się L. nitidus silnym metalicznym połyskiem o odcieniu zielonkawym lub zielonkawoczerwonym, natomiast u L. hayashii jest spiżowe. Głowa pozbawiona jest szwu czołowo-nadustkowego oraz listewki na przednim brzegu. Przedplecze ma falistą krawędź tylną; jego punktowanie jest u L. nitidus mniejsze, bardziej rozproszone i wydłużone niż u L. hayashii. Punkty na pokrywach są wyraźne, duże i głębokie. Owłosienie pokryw nie jest rzadsze od tego na tarczce. Odnóża są krótkie i spłaszczone, a przednia ich para ma na stronach wewnętrznych goleni rowki, w które chować mogą się stopy. Szerokości ud i goleni są prawie takie same. Samiec L. hayashii ma edeagus długości od 1,08 do 1,16 mm oraz paramery silnie zwężające się i słabo na zewnętrznym brzegu faliste, natomiast samiec L. nitidus ma edeagus długości od 1,39 do 1,49 mm oraz paramery wyraźnie faliste.

## Występowanie
Lamprobyrrhulus jest rodzajem palearktycznym, euroazjatyckim, rozprzestrzenionym od Francji i Włoch na zachodzie po Japonię na wschodzie. W Europie, w tym w Polsce, występuje tylko L. nitidus, którego północna granica zasięgu na tym kontynencie biegnie przez Finlandię i Karelię, a południowa przez Włochy i Bałkany. L. hayashii jest endemitem Japonii, na północ sięgającym do Hokkaido (forma z tej wyspy początkowo opisana została jako L. ainu).

## Taksonomia
Rodzaj ten wprowadzony został w 1902 roku przez Ludwiga Ganglbauera jako monotypowy, dla gatunku umieszczanego wcześniej w rodzaju Pedilophorus. Drugi gatunek z tego rodzaju opisał w 1967 roku Giorgio Fiori. Trzeci gatunek opisany został w 1983 roku przez Takehiko Nakane, jednak w 2003 Andreas Pütz zsynonimizował go z gatunkiem opisanym przez Fioriego. Do rodzaju należą więc:
- Lamprobyrrhulus hayashii Fiori, 1967
- Lamprobyrrhulus nitidus (Schaller, 1783)